# فاشرای سفید
فاشرای سفید (نام علمی: Bryonia alba) نام یک گونه از تیرهٔ کدوییان است.